# Улица Пушкина (Барнаул)
У́лица Пу́шкина — одна из старейших улиц Барнаула.
Улица находится в Центральном районе города в его исторической части. Начинается у улицы Промышленной и проходит в юго-западном направлении до Малой Прудской улицы. Протяженность — 3,1 км. Ширина — от 3 до 10 метров.

## История
Своё современное название улица получила в честь поэта Александра Сергеевича Пушкина, а до 1899 года, когда произошло это переименование, улица носила название Иркутская линия. Она появилась практически сразу после основания города в 1730—1740-х годах и указана на планах Барнаула 1748 и 1752 годов.

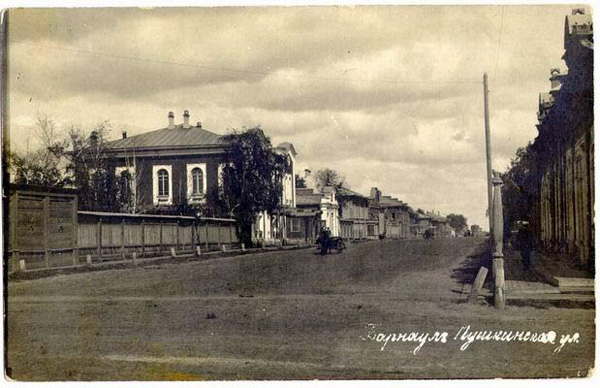
Улица Пушкина в начале XX века

В XVIII веке улица была застроена деревянными жилыми домами, в которых квартировались горные офицеры, священники и чиновники. При домах были огороды. Кроме того здесь находились торговые лавки и загоны для скота. На пересечении с Соборной улицей (ныне Социалистический проспект) существовали церковь святых апостолов Петра и Павла и кладбище.

В 1819—1852—х годах на пересечении Иркутской линии и Конюшенного переулка (ныне Красноармейский проспект) сложился ансамбль Демидовской площади. К концу XIX века на улице Пушкина располагались: женская прогимназия, богадельня, приходы церкви Дмитрия Ростовского и Петропавловского собора, дома купцов Бочкарёвых, Судовских, Кожевниковых. Купеческие и казённые здания строились преимущественно из кирпича, остальные — деревянные, все высотой до двух этажей.
Пожар 1917 года уничтожил часть застройки на участке от Промышленной улицы до Социалистического проспекта — деревянные дома на этом промежутке выгорели полностью, а каменные дома частично восстановлены и перестроены.
В 1935 году был разрушен Петропавловский собор, а район его бывшего расположения получил название площади Свободы. Между Демидовской площадью и улицей Пушкина сформировалась ещё одна площадь — Спартака, фактически являвшейся конечной остановкой пригородных и городских автобусов.
На улице Пушкина расположен Алтайский государственный театр кукол «Сказка».

## Известные жители
На улице жил известный русский инженер, изобретатель паровой машины Иван Иванович Ползунов.

## Памятники архитектуры и истории

### Памятники федерального значения
- Церковь Дмитрия Ростовского (1833—1840), архитектор Я. Н. Попов — ул. Пушкина, 55а.
- Ансамбль Демидовской площади (1819—1852), архитекторы А. И. Молчанов, Л. И. Иванов, Я. Н. Попов.

### Памятники краевого значения
- Магазин Трубицына «Молочная» (начало XX века) — ул. Пушкина, 48.
- Здание богадельни купца В. Пуртова «Варфоломеевский дом призрения» (1807—1811, 1911), архитектор А. И. Молчанов — ул. Пушкина, 58.
- Мариинский приют для девочек (1896) — ул. Пушкина, 78.

### Прочие памятники
- Дома жилые начала XX века — ул. Пушкина, 29, 29в, 45, 66, 68, 80, 98.
- Частный синематограф (1917) — ул. Пушкина, 37.
- Дом купца К. П. Платонова (начало XX века) — ул. Пушкина, 40.
- Аптека Крюгера (конец XIX века) — ул. Пушкина, 64.
- Здания госпиталя Великой Отечественной войны — ул. Пушкина, 58 и 60.
- Место дома где жил и умер И. И. Ползунов (1753—1766) — ул. Пушкина, 78.
- Территория бывшего заводского кладбища, где были похоронены А. В. Беэр, И. И. Ползунов и другие (1740—1772) — пл. Свободы.
- Памятник А. С. Пушкину (1999) в сквере на пересечении с проспектом Ленина.